# Atuagagdliutit/Grønlandsposten
Atuagagdliutit/Grønlandsposten (aussi appelé AG) est un des deux principaux journaux du Groenland, qui est distribué dans tout le pays. Ce journal, fondé en 1861 par Signe Rink et son époux, est publié tous les mardis et tous les jeudis en groenlandais sous le nom de Atuagagdliutit et en danois sous le nom du Grønlandsposten. Les articles sont tous publiés dans les deux langues.

## Rédacteurs en chef
- 1861-1873 : Rasmus Berthelsen
- 1873-1922 : Lars Moller
- 1922-1952 : Kristoffer Lynge
- 1952-1953 : Helge Christensen
- 1953-1957 : Palle Brandt
- 1958-1960 : Jorgen Felbo
- 1960-1962 : Erik Erngaard
- 1962-1987 : Jørgen Fleischer
- 1987-1993 : Philip Lauritzen
- 1993-1996 : Laila Ramlau-Hansen
- 1996–2006 : Jens Bronden
- 2006-2008 : Stina Skifte
- 2008-2011 : Inga Dora G. Markussen
- depuis 2011 : Christian Schultz-Lorentzen